# Obigies
Obigies (en picard et wallon Ôbiji) est un village en bordure de l'Escaut (rive droite) sis au nord de la ville de Tournai, en Belgique. Administrativement, il fait partie de la commune de Pecq, située en Wallonie picarde dans la province de Hainaut. C'était une commune à part entière avant la fusion des communes de 1977.
Elle compte une population de 800 habitants.

## Géographie

### Localités limitrophes
| Esquelmes      | Hérinnes-lez-Pecq | Molenbaix           |
| Esquelmes      | Obigies           | Mont-St-Aubert      |
| Ramegnies-Chin | Kain              | Mont-St-Aubert Kain |

## Évolution démographique
- Sources : INS, Rem. : 1831 jusqu'en 1970 = recensements, 1976 = nombre d'habitants au 31 décembre.

## Patrimoine et culture

### Patrimoine architectural

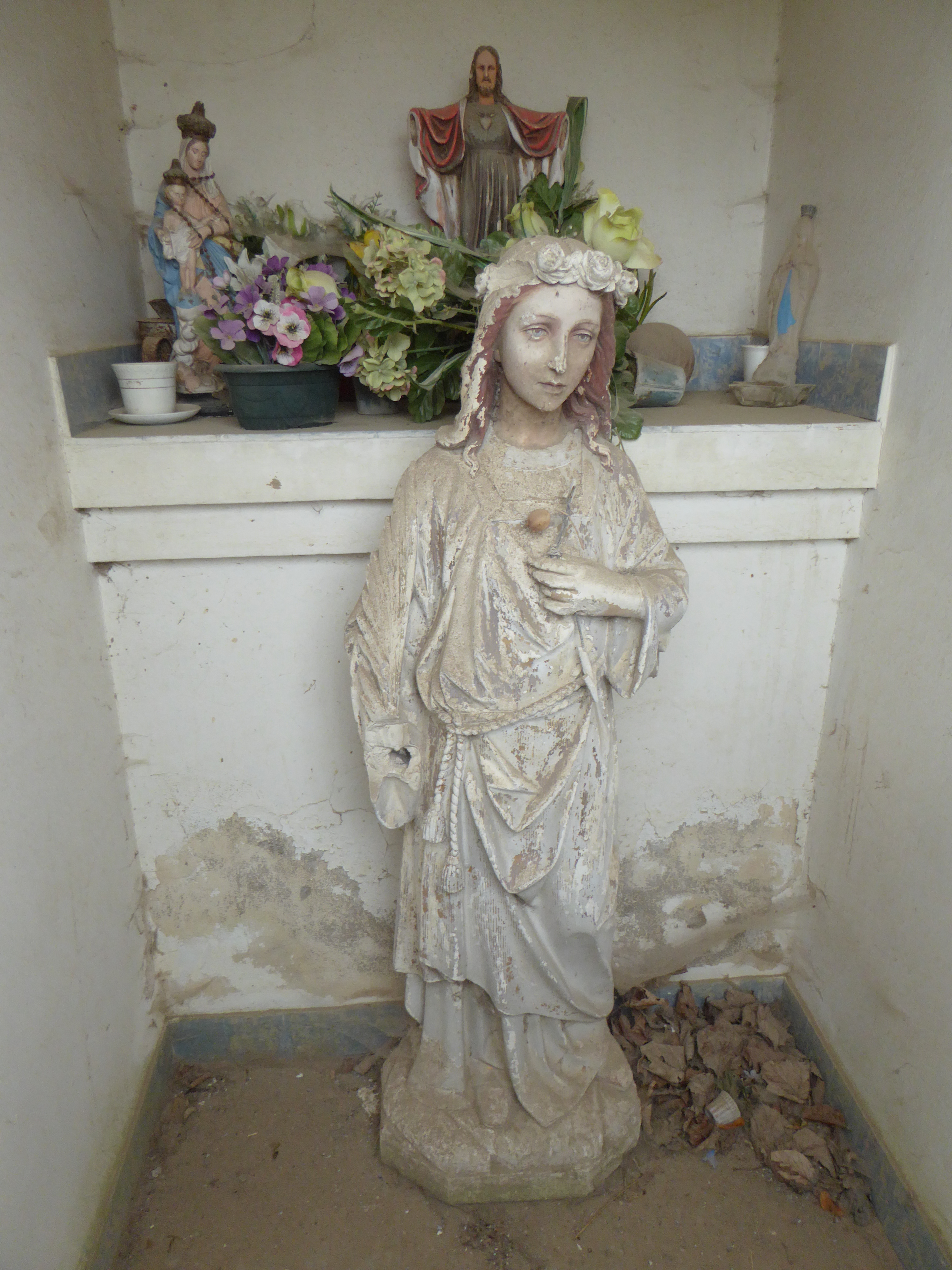
Chapelle du chemin de Puille.

- L'église Saint-Amand est un édifice néo-roman en briques construit en 1862 par l'architecte Justin Bruyenne.
- Une ancienne ferme en quadrilatère disposée autour d'une cour carrée conserve encore des bâtiments du XVIIe siècle, remaniés au siècle dernier. À proximité, des bâtiments industriels typiques XIXe siècle sont les vestiges de l'ancienne fabrique de chicorée dont il est fait mention dès 1896.
- Le monument aux victimes civiles et militaires des deux guerres présente une curieuse particularité d'après les Journées du Patrimoine 1997 : en effet, la statue d'un soldat portant un fusil à sa gauche. Cette particularité serait due au fait que l'artiste avait utilisé comme modèle le négatif d'une photo mais placé à l'envers.
- A l'extrémité Sud du village, les bâtiments de la plus ancienne ferme d'Obigies. Il s'agit de le ferme de Barbissart connue depuis le XIIIe siècle mais dont les bâtiments actuels datent de 1728. Elle est surplombée par les ruines d'un moulin du début du XIXe siècle, détruit par des tirs d'artillerie à la fin de la Première Guerre mondiale.

### Culture
- La Fête des jeunes le week-end du 15 août.
- Obigies 15 août.

## Galerie

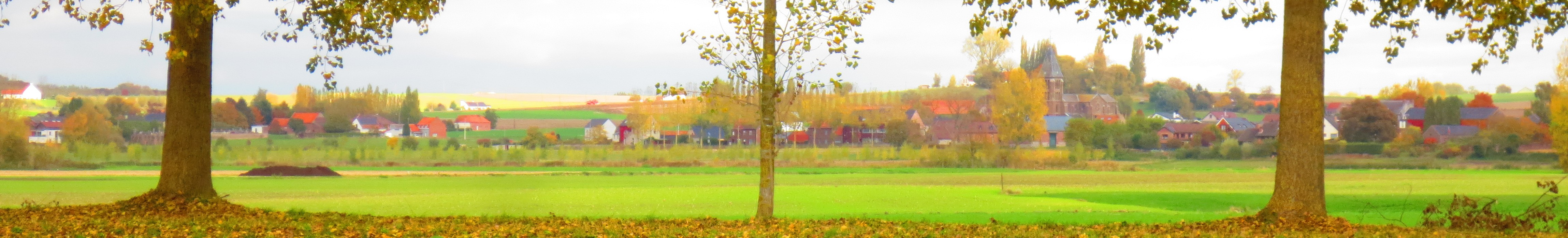
Panorama de l'ancien village.
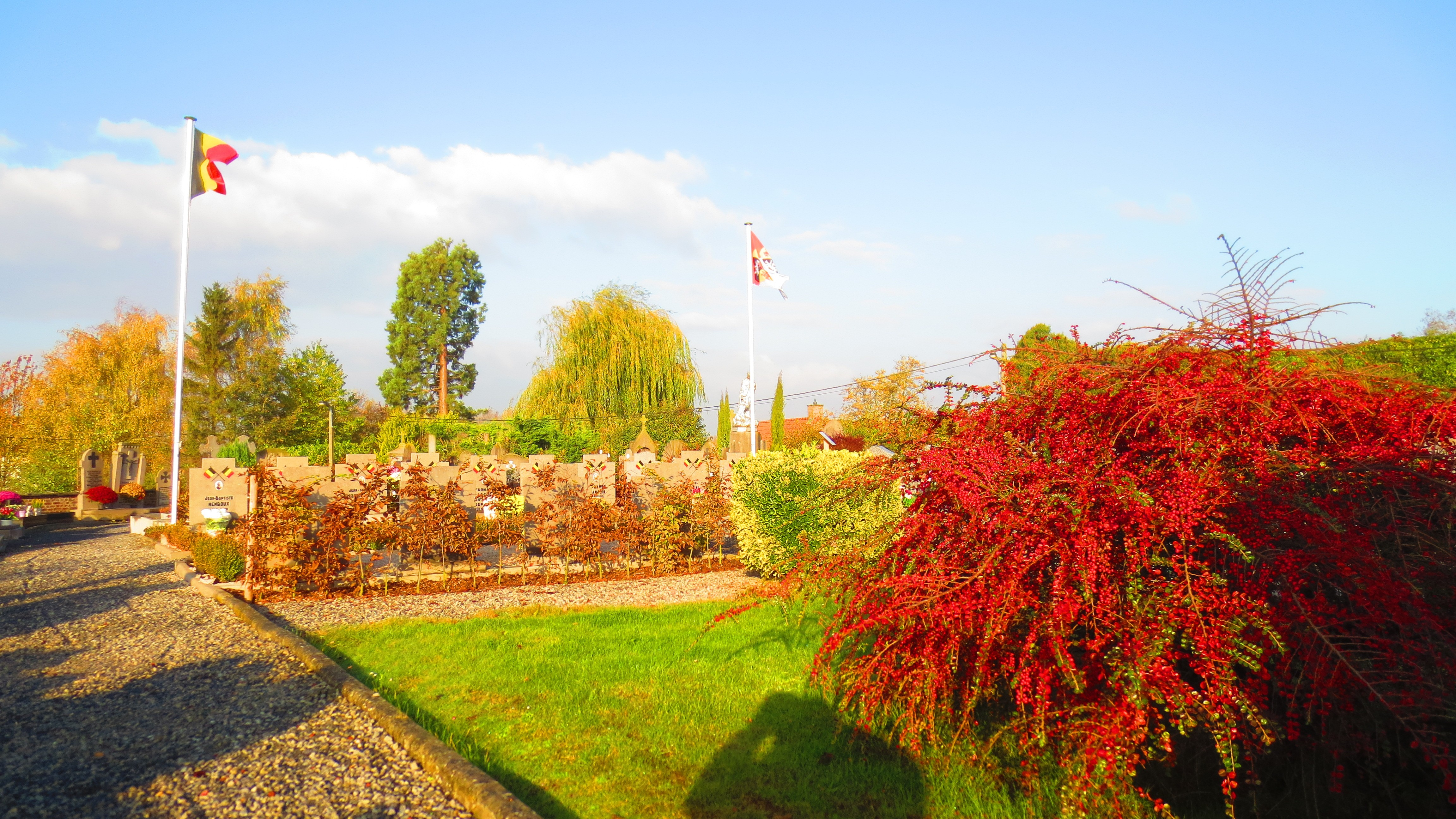
Obigies en automne.
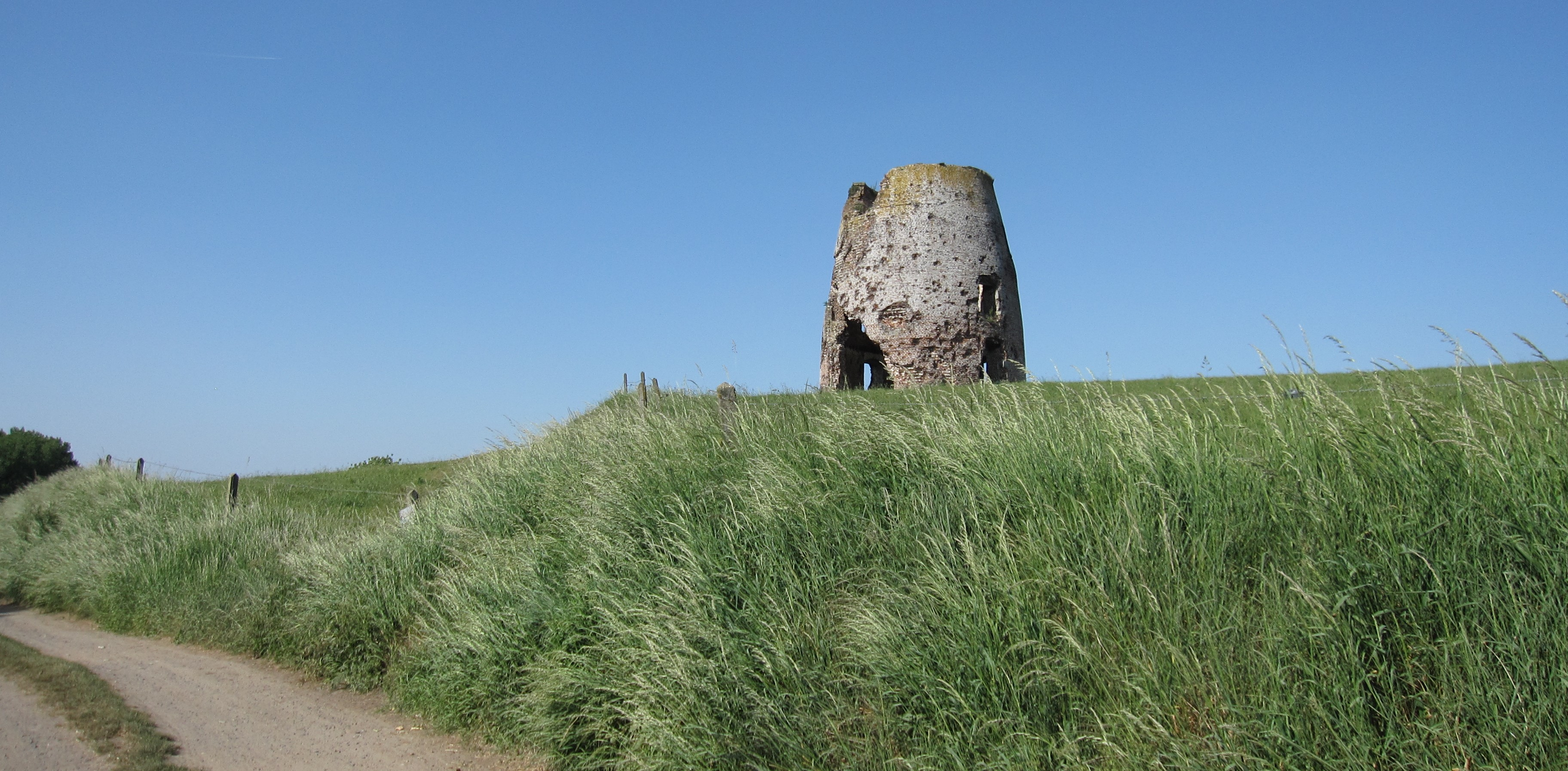
L'ancien moulin d'Obigies.
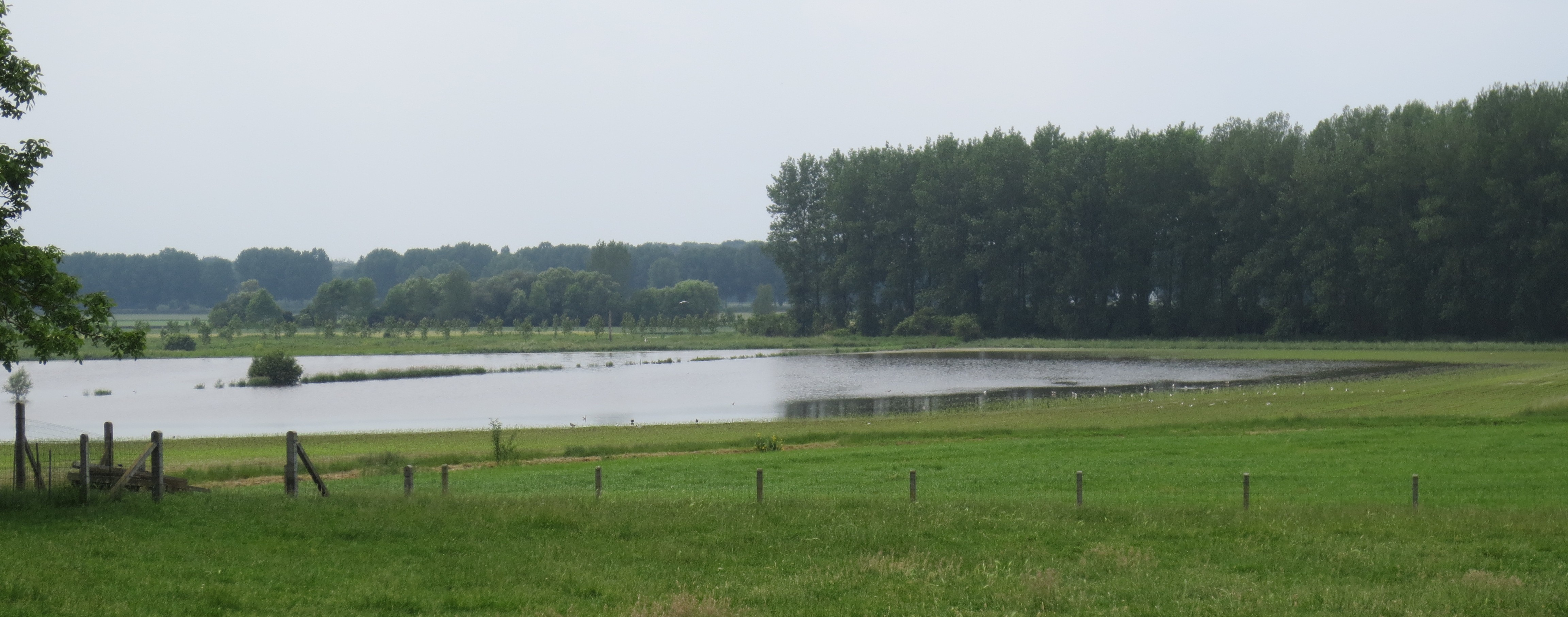
La campagne.
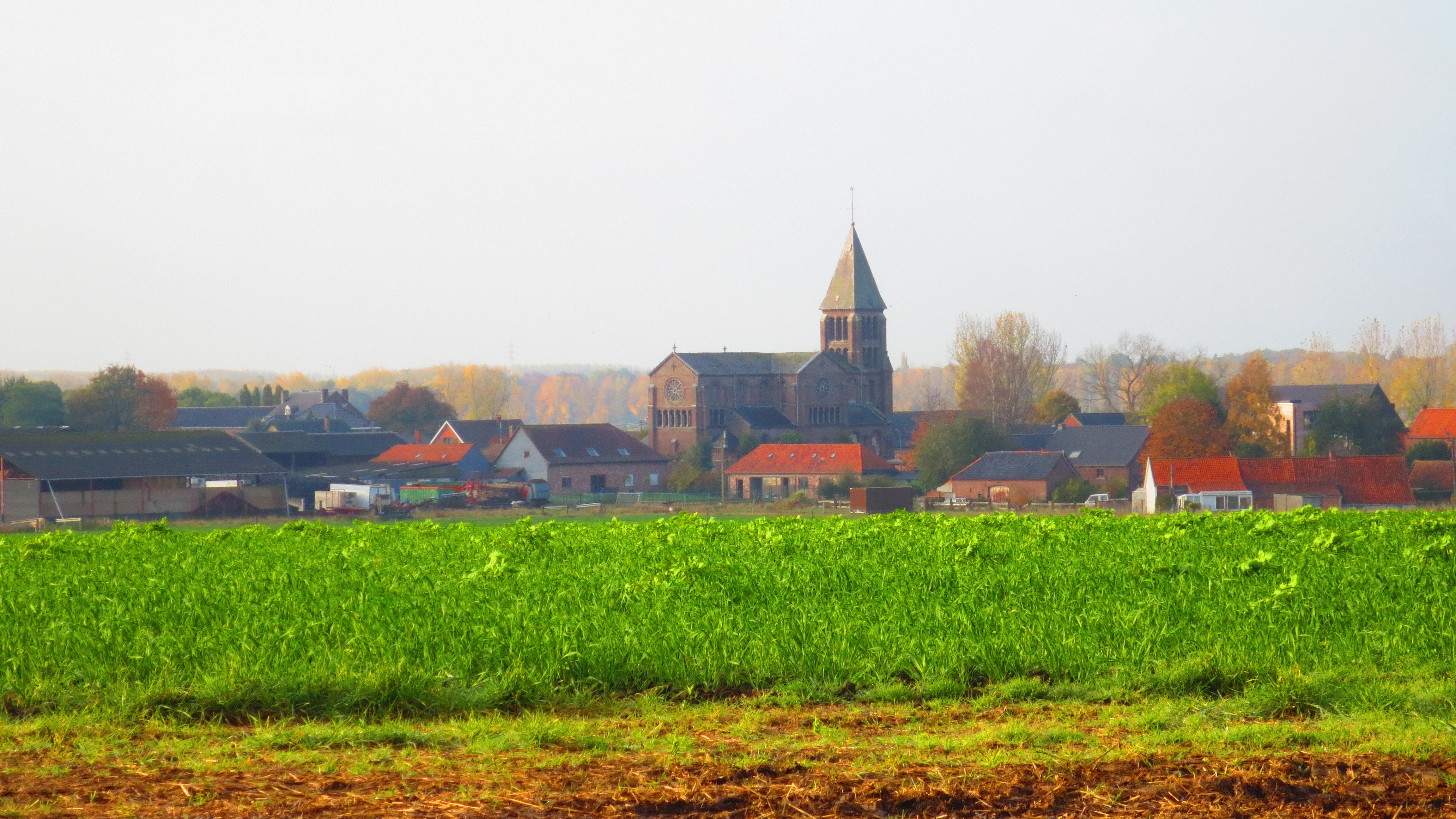
L'église d'Obigies.

## Personnalité
- Édouard-Joseph Belin (1821-1892), 24e évêque de Namur est né à Obigies.